# إميلي دي دوناتو
إميلي دي دوناتو (بالإنجليزية: Emily DiDonato)‏ (مواليد 24 فبراير 1991) عارضة أزياء أمريكية .

## نشأتها
ولدت إميلي في جوشين، نيويورك، من عائلة من أصل إيطالي، إيرلندي، وأمريكي أصلي. هاجر أجدادها إلى الولايات المتحدة من إيطاليا. تم الكشف على إميلي في دانبري مول عندما كانت في العاشرة من عمرها من قبل تينا كينري من وكالة جون كونابلانكاس لعروض الأزياء والتمثيل في كونيتيكت.

## روابط خارجية
- إميلي دي دوناتو على موقع IMDb (الإنجليزية)
- إميلي دي دوناتو على موقع قاعدة بيانات الفيلم (الإنجليزية)
- إميلي دي دوناتو على موقع دليل عارضات الأزياء (الإنجليزية)